# Armadilha pra turista
Armadilha pra turista é um termo usado para designar um estabelecimento (ou grupo de estabelecimentos) criado ou reaproveitado com o objetivo de atrair turistas e fazê-los gastar dinheiro. Esses lugares normalmente fornecem serviços, entretenimento, comida, souvenirs e outros produtos caros para os turistas comprarem.

## Austrália
Há um grande número de "grandes coisas" na Austrália. Muitas delas foram inicialmente criadas como armadilhas para turistas, mas ganharam status de cult no país desde então.[carece de fontes?]

## Canadá
Clifton Hill, Niagara Falls é uma popular armadilha turística próxima às Cataratas do Niágara. As atrações da rua são propriedade de duas entidades. A área também se estende a uma pequena parte ao norte da Victoria Avenue a leste e a oeste de Clifton Hill e da Centre Street.[carece de fontes?]

## Estados Unidos
Em alguns locais, instalações simples podem ser o suficiente para atrair turistas. Wall Drug, na Dakota do Sul, iniciou seu comércio turístico oferecendo água gelada gratuita.
Breezewood, Pensilvânia, possui uma na interseção da Interstate 70 e da Interstate 76, onde as duas principais rodovias não estão diretamente conectadas; forçando motoristas em trânsito a saírem da interestadual e se depararem com "vários quarteirões repentinamente urbanos com semáforos e um denso bazar de postos de gasolina, restaurantes de fast food e motéis".
O Alice's Restaurant, um restaurante em Sky Londa, Califórnia, que leva o nome de sua fundadora Alice Taylor, acidentalmente se tornou uma armadilha para turistas depois que o cantor Arlo Guthrie lançou uma música com o mesmo nome, que foi baseada em um restaurante totalmente diferente de Massachusetts fundado por uma Alice diferente. Depois que Taylor vendeu o restaurante, seus sucessores criaram uma versão temática baseada na música, adicionando um "Group W bench" por exemplo, depois que perceberam que a semelhança no nome era boa para os negócios.
Alguns estabelecimentos tem orgulho desse termo e incorporam-no em seus nomes, como o "Da Yoopers Tourist Trap", administrado pelo grupo de comédia Da Yoopers na península superior de Michigan, e o "The Tourist Trap" em Deep Creek Lake, Maryland.